# Instytut Czerwonej Profesury
Instytut Czerwonej Profesury (ros. Институт красной профессуры, ИКП, ukr. Інститут червоної професури) – była sowiecka uczelnia przygotowująca kadry zajmujące się naukami społecznymi na radzieckich uniwersytetach pod kątem zgodności z pryncypiami marksizmu-leninizmu.
Została utworzona na mocy rozporządzenia Rady Komisarzy Ludowych RFSRR z 11 lutego 1921 roku w Moskwie. Początkowo znajdowała się pod zwierzchnictwem komisariatu oświaty (narkomprosa), w sprawach kadrowych podlegała oddziałowi agit-prop KC RKP(b) i WKP(b).
Funkcję rektora sprawował w latach 1921–1932 Michaił Pokrowski, w latach 1932–1938 Pawieł Judin.
Początkowo Instytut składał się z trzech wydziałów:
- Ekonomicznego
- Historycznego
- Filozoficznego

W 1924 roku zorganizowano wydział szkolenia kadr, a cztery lata później również historii WKP(b), prawny, przyrodniczy i literacki. W 1929 roku ICzP podzielono na mniejsze jednostki (instytuty):
- Historyczny
- Historii Partii
- Ekonomiczny
- Filozofii
- Nauki o Bycie

Po włączeniu w skład ICzP instytutów Akademii Komunistycznej w 1931 roku dodano następujące jednostki (instytuty):
- Rolnictwa
- Pokojowej Polityki i Pokojowego Gospodarowania
- Ustroju Radzieckiego i Prawa
- Literatury
- Techniki
- Przygotowania Kadr

Wśród wykładowców znaleźli się m.in.: Michaił Pokrowski, Nikołaj Łukin, Nikołaj Bucharin, Karol Radek, Anatolij Łunaczarski, Julian Marchlewski, Palmiro Togliatti (Ercoli), Jemieljan Jarosławski, Wilhelm Knorin, Emmanuił Kwiring, Boris Ponomariow, Nikołaj Krylenko, Jewgienij Prieobrażenski, Béla Kun, Wasił Kołarow, Jewgienij Varga, Otto Kuusinen i in.
W 1938 Instytut został przekształcony w Wyższą Szkołę Marksizmu-Leninizmu przy KC WKP(b).